# Aiphanes
Aiphanes é um género botânico pertencente à família Arecaceae.

## Espécies
- Aiphanes acaulis Galeano & R.Bernal
- Aiphanes bicornis Cerón & R.Bernal
- Aiphanes caryotifolia H.Wendl.
- Aiphanes chiribogensis Borchs. & Balslev
- Aiphanes deltoidea Burret
- Aiphanes duquei Burret
- Aiphanes eggersii Burret
- Aiphanes erinacea (H.Karst.) H.Wendl.
- Aiphanes gelatinosa H.E.Moore
- Aiphanes graminifolia Galeano & R.Bernal
- Aiphanes grandis Borchs. & Balslev
- Aiphanes hirsuta Burret
- Aiphanes horrida (Jacq.) Burret
- Aiphanes kalbreyeri Burret
- Aiphanes leiostachys Burret
- Aiphanes lindeniana (H.Wendl.) H.Wendl.
- Aiphanes linearis Burret
- Aiphanes macroloba Burret
- Aiphanes minima (Gaertn.) Burret
- Aiphanes parvifolia Burret
- Aiphanes pilaris R.Bernal
- Aiphanes schultzeana Burret
- Aiphanes simplex Burret
- Aiphanes spicata Brochs. & R.Bernal
- Aiphanes stergiosii S.M.Niño, Dorr & F.W.Stauffer
- Aiphanes tricuspidata Borchs., M.Ruíz & Bernal
- Aiphanes ulei (Dammer) Burret
- Aiphanes verrucosa Borchs. & Balslev
- Aiphanes weberbaueri Burret